# Nikola Cvetinović
Nikola Cvetinović (in serbo Никола Цветиновић?; Loznica, 19 dicembre 1988) è un ex cestista serbo.

## Carriera
Con la Serbia universitaria ha disputato le Universiadi di Shenzhen 2011.

## Palmarès
- Coppa di Slovacchia: 1

Inter Bratislava: 2016